# 共青团真理报
《共青团真理报》（羅馬化：Komsomolskaya Pravda）是一家俄罗斯日报。

## 历史
根据1924年俄国共产党（布尔什维克）第十三次代表大会决议，1925年5月24日于莫斯科创刊。苏联解体前为苏联列宁共产主义青年团中央委员会机关报，由中央财政拨款，发行由共青团统一安排。苏联共青团解散后，该报不但没有停刊，还在激烈竞争的市场中站稳脚跟，成为俄罗斯发行量最大的报纸之一。除了全国统一的内容外，《共青团真理报》还在俄罗斯各地出版地方版，刊登本地新闻。苏联解体后，由于苏联共青团已经不复存在，关于报纸名字是否应该更改的问题，报社进行了激烈的讨论，最后决定维持原名。
1996年，由于该报发表索尔仁尼琴鼓吹哈萨克斯坦北部俄罗斯人占大部分的州拥有自治的联邦权，俄罗斯与哈萨克斯坦与最终会统一等言论，遭到哈萨克斯坦当局起诉，最后以该报刊登了与索尔仁尼琴的谈话内容相反的材料，哈萨克斯坦总检察长撤诉告终。
2007年，俄罗斯总统普京的好朋友，奥列格·卢德诺夫成为《共青团真理报》报业集团董事会主席，这被视为俄罗斯政府加强对平面媒体控制的举动。俄罗斯总统普京曾经说过“我在上班途中阅读《共青团真理报》”。2007年，经总统办公厅允许，《共青团真理报》在自己的“所有人都读的报纸”广告宣传中引用了这句话。
该报与《真理报》是互不隶属的两份报纸。
《共青团真理报》的“精华版”在俄罗斯之外（含中国）出版发行，中国的主要订阅者为高校、图书馆和俄罗斯公司驻华代表处。
因在2020－2021年白俄罗斯示威中的报导起到关键作用，共青团真理报部分记者被白俄政权骚扰，印刷及发行遭到阻挠。

## 荣誉
1930年荣获列宁勋章，1945年获一级卫国战争勋章，1950年和1957年两次获劳动红旗勋章，1975年获十月革命勋章。克拉斯諾亞爾斯克邊疆區東北部的共青團真理報群島以《共青团真理报》命名。